# أوتو راي
أوتو راي (بالإنجليزية: Otto Ray)‏ هو لاعب كرة قاعدة أمريكي، ولد في 19 مايو 1893 في لكسينغتون في الولايات المتحدة، وتوفي في 19 يناير 1976 في ليبرتي في الولايات المتحدة.